# Judeoportuguès
El judeoportuguès o judeoportugués és una forma del portuguès actualment extinta que era parlada pels jueus de Portugal.
Com que els jueus portuguesos es barrejaren amb altres sefardites, influenciaren el judeoespanyol.
També fou una influència per al papiamento i el saramacà, ja que alguns dels amos portuguesos d'esclaus eren jueus.